# Lista mistrzów World Extreme Cagefighting
Lista mistrzów World Extreme Cagefighting – chronologiczna lista wszystkich dotychczasowych mistrzów amerykańskiej organizacji promującej MMA World Extreme Cagefighting (WEC) w latach 2001-2010.

## Waga superciężka (ponad 120 kg)
| Nr | Zdjęcie | Mistrz                                 | Od                      | Do           | Obrony tytułu                                        |
| --- | ------- | -------------------------------------- | ----------------------- | ------------ | ---------------------------------------------------- |
| 1. |         | Ron Waterman (pokonał Jamesa Nevareza) | 9 sierpnia 2003 (WEC 7) | grudnia 2006 | - pokonał Ricca Rodrigueza 18 sierpnia 2005 (WEC 16) |
| Dywizja superciężka została rozwiązana w grudniu 2006 roku, gdy Zuffa (właściciele UFC) wykupili WEC. |         |                                        |                         |              |                                                      |

## Waga ciężka (do 120 kg)
| Nr                                                                                               | Zdjęcie | Mistrz                                | Od                        | Do           | Obrony tytułu                                                                                                |
| ------------------------------------------------------------------------------------------------ | ------- | ------------------------------------- | ------------------------- | ------------ | --- |
| 1.                                                                                               |         | James Irvin (pokonał Jody'ego Poffa)  | 20 sierpnia 2004 (WEC 11) | 2006         | - pokonał Houssaina Oushaniego 21 października 2004 (WEC 12) - pokonał Douga Marshalla 19 maja 2005 (WEC 15) |
| Irvin zwakował tytuł schodząc do kategorii półciężkiej.                                          |         |                                       |                           |              | |
| 2.                                                                                               |         | Brian Olsen (pokonał Lavara Johnsona) | 13 stycznia 2006 (WEC 18) | grudnia 2006 | - pokonał Mike'a Kyle'a 5 maja 2006 (WEC 20)                                                                 |
| Dywizja ciężka została rozwiązana w grudniu 2006 roku, gdy Zuffa (właściciele UFC) wykupili WEC. |         |                                       |                           |              | |

## Waga półciężka (do 93 kg)
| Nr                                                                                          | Zdjęcie | Mistrz                                   | Od                            | Do               | Obrony tytułu                                                                                         |
| ------------------------------------------------------------------------------------------- | ------- | ---------------------------------------- | ----------------------------- | ---------------- | --- |
| 1.                                                                                          |         | Frank Shamrock (pokonał Bryana Pardoe)   | 27 marca 2003 (WEC 6)         | 2005             | |
| Shamrock zwakował tytuł z powodu nieaktywności w startach.                                  |         |                                          |                               |                  | |
| 2.                                                                                          |         | Jason Lambert (pokonał Richarda Montoye) | 22 stycznia 2005 (WEC 13)     | październik 2005 | |
| Lambert zwakował tytuł w związku z przejściem do UFC.                                       |         |                                          |                               |                  | |
| 3.                                                                                          |         | Scott Smith (pokonał Taita Fletchera)    | 14 października 2005 (WEC 17) | maja 2006        | - pokonał Justina Levensa 13 stycznia 2006 (WEC 18)                                                   |
| Smith zwakował tytuł w związku z wzięciem udziału w reality show The Ultimate Fighter.      |         |                                          |                               |                  | |
| 4.                                                                                          |         | Lodune Sincaid (pokonał Dana Moline)     | 5 maja 2006 (WEC 20)          | 17 sierpnia 2006 | |
| 5.                                                                                          |         | Doug Marshall                            | 17 sierpnia 2006 (WEC 23)     | 26 marca 2008    | - pokonał Justina McElfresha 12 maja 2007 (WEC 27) - pokonał Ariela Gandulla 12 grudnia 2007 (WEC 31) |
| 6.                                                                                          |         | Brian Stann                              | 26 marca 2008 (WEC 33)        | 3 sierpnia 2008  | |
| 7.                                                                                          |         | Steve Cantwell                           | 3 sierpnia 2008 (WEC 35)      | grudnia 2008     | |
| Dywizja półciężka została przeniesiona do UFC i ostatecznie rozwiązana w grudniu 2008 roku. |         |                                          |                               |                  | |

## Waga średnia (do 84 kg)
| Nr                                                                                        | Zdjęcie | Mistrz                              | Od                       | Do           | Obrony tytułu                                     |
| ----------------------------------------------------------------------------------------- | ------- | ----------------------------------- | ------------------------ | ------------ | ------------------------------------------------- |
| 1.                                                                                        |         | Chris Leben (pokonał Mike'a Swicka) | 16 stycznia 2004 (WEC 9) | 2004         |                                                   |
| Leben zwakował tytuł w związku z wzięciem udziału w reality show The Ultimate Fighter.    |         |                                     |                          |              |                                                   |
| 2.                                                                                        |         | Joe Riggs (pokonał Roba Kimmonsa)   | 19 maja 2005 (WEC 15)    | grudnia 2006 |                                                   |
| Tytuł wagi średniej został zwakowany po zakupie WEC przez Zuffa.                          |         |                                     |                          |              |                                                   |
| 3.                                                                                        |         | Paulo Filho (pokonał Joe Doerksena) | 5 sierpnia 2007 (WEC 29) | grudnia 2006 | - pokonał Chaela Sonnena 12 grudnia 2007 (WEC 31) |
| Dywizja średnia została przeniesiona do UFC i ostatecznie rozwiązana w grudniu 2008 roku. |         |                                     |                          |              |                                                   |

## Waga półśrednia (do 77 kg)
| Nr                                                                                           | Zdjęcie | Mistrz                                | Od                            | Do            | Obrony tytułu |
| -------------------------------------------------------------------------------------------- | ------- | ------------------------------------- | ----------------------------- | ------------- | --- |
| 1.                                                                                           |         | Nick Diaz (pokonał Joe Hurleya)       | 27 marca 2003 (WEC 6)         | 2003          | |
| Diaz zwakował tytuł.                                                                         |         |                                       |                               |               | |
| 2.                                                                                           |         | Shonie Carter (pokonał J.T. Taylora)  | 17 października 2003 (WEC 8)  | 21 maja 2004  | |
| 3.                                                                                           |         | Karapet Parizjan                      | 21 maja 2004 (WEC 10)         | 2004          | |
| Parizjan zwakował tytuł.                                                                     |         |                                       |                               |               | |
| 4.                                                                                           |         | Mike Pyle (pokonał Breta Bergmarka)   | 14 października 2005 (WEC 10) | grudzień 2006 | - pokonał Shoniego Cartera 13 stycznia 2006 (WEC 18)                                                                                             |
| Tytuł wagi półśredniej został zwakowany po zakupie WEC przez Zuffa.                          |         |                                       |                               |               | |
| 5.                                                                                           |         | Carlos Condit (pokonał Johna Alessio) | 24 marca 2007 (WEC 26)        | grudzień 2006 | - pokonał Brocka Larsona 5 sierpnia 2007 (WEC 29) - pokonał Carla Pratera 13 lutego 2008 (WEC 32) - pokonał Hiromitsu Miure 3 sierpnia 2008 (35) |
| Dywizja półśrednia została przeniesiona do UFC i ostatecznie rozwiązana w grudniu 2008 roku. |         |                                       |                               |               | |

## Waga lekka (do 70 kg)
| Nr                                                                                | Zdjęcie | Mistrz                                                        | Od                            | Do               | Obrony tytułu                                                                                            |
| --------------------------------------------------------------------------------- | ------- | ------------------------------------------------------------- | ----------------------------- | ---------------- | --- |
| 1.                                                                                |         | Gilbert Melendez (pokonał Olafa Alfonso)                      | 21 maja 2004 (WEC 10)         | 2004             | |
| Melendez zwakował tytuł.                                                          |         |                                                               |                               |                  | |
| 2.                                                                                |         | Gabe Ruediger (pokonał Olafa Alfonso)                         | 21 października 2004 (WEC 12) | 17 marca 2006    | - pokonał Jasona Maxwella 17 marca 2005 (WEC 14) - pokonał Sama Wellsa 14 października 2005 (WEC 17)     |
| 3.                                                                                |         | Hermes França                                                 | 17 marca 2006 (WEC 19)        | grudnia 2006     | - pokonał Brandona Olsena 15 czerwca 2006 (WEC 21) - pokonał Nathana Diaza 12 października 2006 (WEC 24) |
| Tytuł wagi lekkiej został zwakowany po zakupie WEC przez Zuffa.                   |         |                                                               |                               |                  | |
| 4.                                                                                |         | Rob McCullough (pokonał Kita Cope)                            | 20 stycznia 2007 (WEC 25)     | 13 lutego 2008   | - pokonał Richarda Crunkiltona 5 września 2007 (WEC 30)                                                  |
| 5.                                                                                |         | Jamie Varner                                                  | 13 lutego 2008 (WEC 32)       | 10 stycznia 2010 | - pokonał Marcusa Hicksa 3 sierpnia 2008 (WEC 35) - pokonał Donalda Cerrone 25 stycznia 2009 (WEC 38)    |
| -                                                                                 |         | Benson Henderson (pokonał o tymczasowy tytuł Donalda Cerrone) | 10 października 2009 (WEC 43) | 10 stycznia 2010 | |
| 6                                                                                 |         | Benson Henderson                                              | 10 stycznia 2010 (WEC 46)     | 16 grudnia 2010  | - pokonał Donalda Cerrone 24 kwietnia 2010 (WEC 48)                                                      |
| 7                                                                                 |         | Anthony Pettis                                                | 16 grudnia 2010 (WEC 53)      | 16 grudnia 2010  | |
| Organizacja z końcem 2010 została zamknięta, a dywizja lekka przeniesiona do UFC. |         |                                                               |                               |                  | |

## Waga piórkowa (do 66 kg)
| Nr | Zdjęcie | Mistrz                                 | Od                           | Do                | Obrony tytułu |
| --- | ------- | -------------------------------------- | ---------------------------- | ----------------- | --- |
| 1. |         | Cole Escovedo (pokonał Philipa Pereza) | 18 października 2002 (WEC 5) | 17 marca 2006     | - pokonał Anthony'ego Hamletta 17 października 2003 (WEC 8) |
| 2. |         | Urijah Faber                           | 17 marca 2006 (WEC 19)       | 5 listopada 2008  | - pokonał Joe Pearsona 20 stycznia 2007 (WEC 25) - pokonał Dominicka Cruza 24 marca 2007 (WEC 26) - pokonał Chance Farrara 3 czerwca 2007 (WEC 28) - pokonał Jeffa Currana 12 grudnia 2007 (WEC 31) - pokonał Jensa Pulvera 1 czerwca 2008 (WEC 34) |
| 3. |         | Mike Brown                             | 5 listopada 2008 (WEC 36)    | 18 listopada 2009 | - pokonał Leonarda Garcie 1 marca 2009 (WEC 39) - pokonał Urijah Fabera 7 czerwca 2009 (WEC 41) |
| 4. |         | José Aldo                              | 18 listopada 2009 (WEC 44)   | 20 listopada 2010 | - pokonał Urijah Fabera 24 kwietnia 2010 (WEC 48) - pokonał Mannego Gamburjana 30 września 2010 (WEC 51) |
| Organizacja z końcem 2010 została zamknięta, a dywizja piórkowa przeniesiona do UFC. 20 listopada 2010 Aldo został promowany przez Dane White'a niekwestionowanym mistrzem UFC wagi piórkowej. |         |                                        |                              |                   | |

## Waga kogucia (do 61 kg)
| Nr | Zdjęcie | Mistrz                                     | Od                       | Do              | Obrony tytułu |
| --- | ------- | ------------------------------------------ | ------------------------ | --------------- | --- |
| 1. |         | Eddie Wineland (pokonał Antonio Banuelosa) | 5 maja 2006 (WEC 20)     | 24 marca 2007   | |
| 2. |         | Chase Beebe                                | 24 marca 2007 (WEC 26)   | 13 lutego 2008  | - pokonał Raniego Yahye 5 września 2007 (WEC 30) |
| 3. |         | Miguel Torres                              | 13 lutego 2008 (WEC 32)  | 9 sierpnia 2009 | - pokonał Yoshirō Maedę 1 czerwca 2008 (WEC 34) - pokonał Mannego Tapię 3 grudnia 2008 (WEC 37) - pokonał Takeyę Mizugakiego 5 kwietnia 2009 (WEC 40) |
| 4. |         | Brian Bowles                               | 9 sierpnia 2009 (WEC 42) | 6 marca 2010    | |
| 5. |         | Dominick Cruz                              | 6 marca 2010 (WEC 42)    | 16 grudnia 2010 | - pokonał Josepha Benavideza 18 sierpnia 2010 (WEC 50) - pokonał Scotta Jorgensena 16 grudnia 2010 (WEC 53)                                           |
| Organizacja z końcem 2010 została zamknięta, a dywizja kogucia przeniesiona do UFC. Cruz broniąc tytułu 16 grudnia 2010 stał się równocześnie mistrzem UFC wagi koguciej. |         |                                            |                          |                 | |